# Sido Mekar
Sido Mekar is een bestuurslaag in het regentschap Lampung Selatan van de provincie Lampung, Indonesië. Sido Mekar telt 2482 inwoners (volkstelling 2010).